# امیلیا پیکارانین
اِمیلیا پیکّاراینِن (انگلیسی: Emilia Pikkarainen؛ زادهٔ ۱۱ اکتبر ۱۹۹۲) ورزشکار ورزش شنا اهل فنلاند است.
وی در مسابقات کشوری و بین‌المللی در مجموع برندهٔ ۱ مدال نقره و ۲ مدال برنز شده‌است.